# Лі Сяньнянь
Лі Сяньнянь (спрощ.: 李先念; піньїнь: Lǐ Xiānniàn; 23 червня 1909 — 21 червня 1992) — китайський державний і політичний діяч, голова КНР у 1983—1988 роках, голова Народної політичної консультативної ради Китаю. Один з «Восьми Безсмертних КПК».

## Життєпис
Народився в селянській родині. 1927 року вступив до лав Компартії. У той же період був одним з очільників «Махуанського повстання осіннього врожаю». Після того отримав пост секретаря партійної ланки повіту Хуан'ань, а також голови повітового робітничо-селянського народного уряду.
Після 1931 року став політкомісаром 4-го загону Робітничо-селянської армії Китаю. 1935 року зі своїм загоном долучився до «Великого походу», під час якого атакував і захопив західну частину провінції Сичуань. 1936 року загін Лі Сяньняня перетнув річку Хуанхе та з'єднався з Західною армією. Впродовж 1937 року Західна армія з боями проривалась до Сіньцзяну. Того ж року вони сягнули Яньаня.
Під час японсько-китайської війни в листопаді 1938 року отримав пост командира ударної Хубей-хенаньської колони, що у складі Нової 4-ї армії діяла у східній та західній частинах провінції Хубей, а також у західній провінції Аньхой. 1941 року став командиром 5-ї дивізії. 1942 року відзначився під час виводу своєї дивізії з ворожого оточення.
На VII з'їзді партії (квітень-червень 1945) був обраний членом ЦК КПК. Того ж року спочатку був призначений на посаду командувача Хубей-хенаньського військового району, а потім (у грудні 1945) — командувачем і політкомісаром військового району Центральної рівнини. 1946 року знову відзначився під час виводу своїх частин з гомінданівського оточення. 1948 став другим командиром Великого Центрального військового округу, допомагав Лю Бочену й Ден Сяопіну вести політичну роботу.
Після утворення КНР обіймав посади командувача Військового округу провінції Хубей, секретаря Партійного комітету КПК тієї ж провінції, голови Народного уряду Хубею (1950—1954), секретаря Партійного комітету й мера міста Ухань (1953—1954), заступника секретаря ЦК КПК та заступника голови Військово-політичної ради Центрального й Південного Китаю. 1954 року був призначений на пост віцепрем'єр Державної ради КНР, від 1954 до 1967 року суміщав ту посаду з посадою міністра фінансів КНР.
Від 1956 року обирався членом Політбюро ЦК КПК 8-12 скликань. У травні 1958 року був обраний на пост секретаря Секретаріату ЦК КПК, 1962 року також був заступником директора Державного комітету планування. У вересні 1964 року був обраний депутатом ВРНП 3-го скликання; у листопаді на чолі партійно-урядової делегації відвідав Албанію. У 1960—1966 роках брав участь у перемовинах з керівниками закордонних країн, в результаті чого ним підписано низку міжурядових документів (переважно зовнішньоекономічного характеру).
18 серпня 1966 року був присутнім на першому мітингу-зустрічі Мао Цзедуна з хунвейбінами. Наприкінці жовтня в Пекіні з'явилась дацзибао (рукописна стінна газета) з критикою Лі Сяньняня за «проведення буржуазної лінії в царині фінансів». Подібна критика тривала (з перервами) близько пів року. На захист Лі Сяньняня виступали Чжоу Еньлай і Цзян Цін, які характеризували його «як гарного товариша, який припустився помилок, але потім покаявся за них».
У квітні 1969 року був обраний членом ЦК КПК; наприкінці 1974 року був обраний депутатом ВРНП 4-го скликання, на 1-й сесії ВРНП у січні 1975 року знову був затверджений на посту заступника прем'єра Держради КНР.
Під час Культурної революції допомагав Чжоу Еньлаю в роботі економічного блоку. Входив до складу комісій з організації поховання Дун Біу, Кан Шена, Чжоу Еньлая, Чжу Де та Мао Цзедуна. Відіграв важливу роль у перемозі над «бандою чотирьох» у боротьбі за владу. Після ліквідації «банди чотирьох» публічна політична активність Лі Сяньняня помітно зросла. Від того часу він брав участь практично в усіх найважливіших перемовинах з партійно-урядовими, урядовими й іншими закордонними делегаціями, а також із високопоставленими діячами, які прибували до КНР.
У червні 1983 року на 6-му з'їзді ВРНП був обраний головою КНР. У квітні 1988 року був обраний на посаду голови Народної політичної консультативної ради. 1989 року був обраний почесним головою Фонду розвитку найбідніших регіонів Китаю.
Помер 21 червня 1992 року в Пекіні на 83-му році життя.